# Luuk
Luuk là một đô thị hạng 4 ở tỉnh Sulu, Philippines. Theo điều tra dân số năm 2000, đô thị này có dân số 38,819 người trong 6.231 hộ. Ngày 14 tháng 7 năm 2007, 8 trong số barangay của đô thị này đã được tách ra để lập đô thị Omar, Sulu.

## Các đơn vị hành chính
Luuk được chia thành 12 barangay.
| - Bual - Guimbaun - Kan-Bulak - Kan-Mindus - Lambago - Lianutan | - Lingah - Mananti - Niog-niog - Tandu-Bato - Tubig-Puti (Pob.) - Tulayan Island |